# Bibelkonkordans

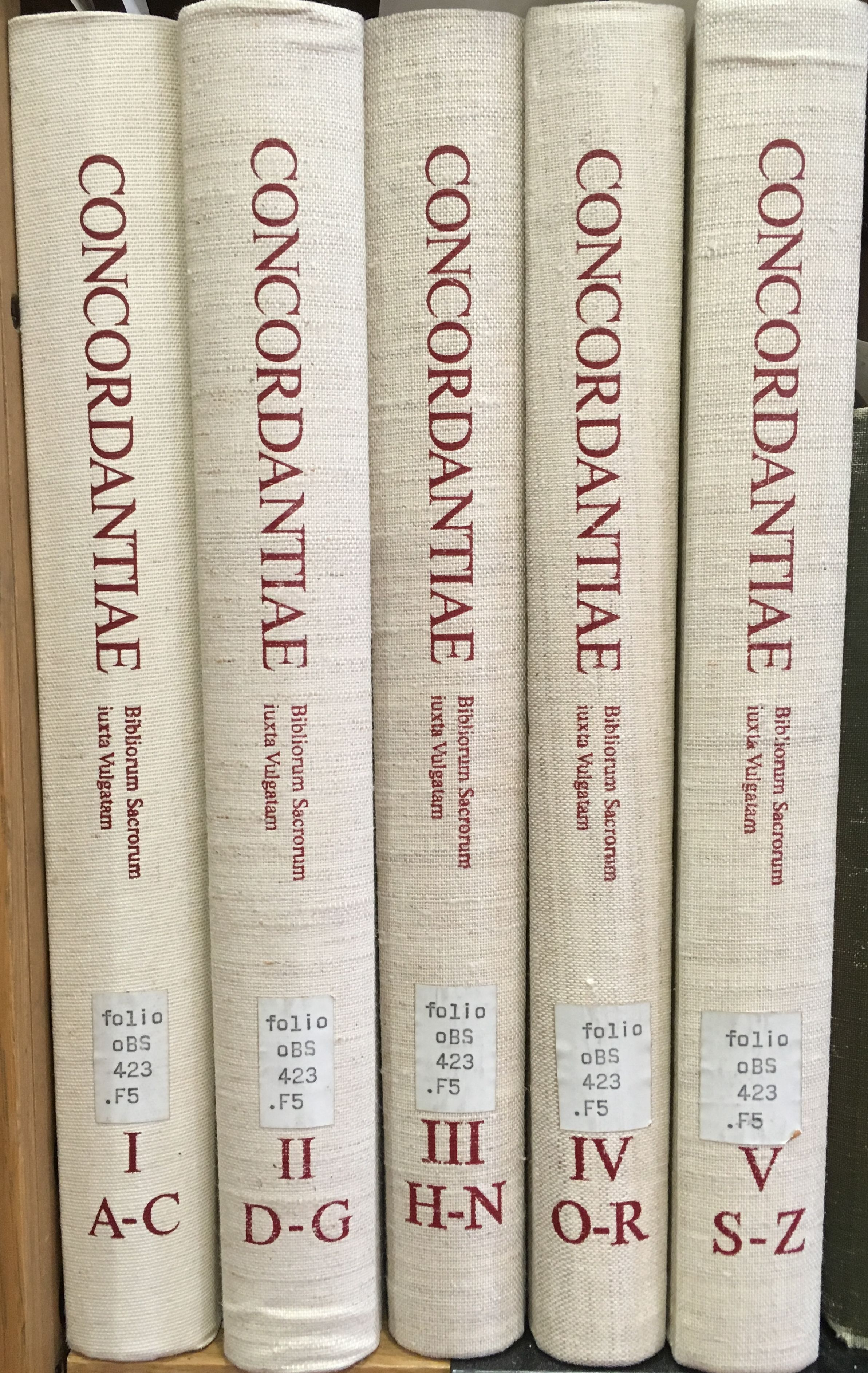
Konkordans för Vulgata.

Bibelkonkordans är en slags ordbok över bibeltexter. En konkordans omfattar en förteckning av ställen där ord förekommer och är uppställd i alfabetisk ordning. Den finns som verbalkonkordans, som omfattar ord eller ordformer, och realkonkordans, som förtecknar tankar och begrepp.
En bok från 1754 som omfattar både real och verbal konkordans kallades av Gottfried Büchner homiletiskt lexicon (se ref 1 nedan).
Ett flertal bibelkonkordanser har publicerats genom tiderna.

## Exempel på svenska bibelkonkordanser
Till tysk bibel
- Büchner, M Gottfried: Biblisk Real och Verbal Konkordans, eller Homiletiskt Lexicon, ther uti Personer, Länder, Städer, m.m. warda beskrefne, åtskillige betydelser af ord och talesätt anmärkte, och under them Flera then heliga Skrifts språk så anförde, at mörka och swåra rum förklaras, och i synnerhet Trones Lära och Lefwernes Plichter, i Wår Christelia religion, afhandlas. Utgifwen på Tyska af M. Gottfried Büchner, och nu, til wåra församlingars tienst, på Swenska öfwersatt; jemte en liten nyttig Biblisk Hand-Concordans.. Med Kongl. Maj:ts alranådigste Privilegion. Stockholm och Upsala, uplagd på Gottfried Kiefewetters bekostnad 1754. Läderband med träpärmar och rött snitt.

Till Karl XII:s bibel (1703)
- Schultess: 1890 och 1900.
- Vennersten: 1903, real- och verbalkonkordans.

Till Gustaf V:s bibel (1917)
- Eidem, Erling, Lindberg J; Lundberg J: Bibelkonkordans enligt den svenska kyrkobibeln av år 1917: Nya testamentet, 1:a uppl 1921-22, 2:a uppl 1944, 3:e uppl 1964
- Bensow, Oskar: Biblisk ordbok. Ordförteckning. (Bibelkonkordans). Utgiven i flera upplagor på EFS förlaget, 9:e uppl 1978, är ISBN 91-7080-001-4

Till Nya Testamentet 1981
- Åberg, Kuno: Bibelkonkordans till Nya testamentet 1981, ISBN 91-526-0338-5

Till Bibel 1982
- Ny biblisk ordbok: bibelkonkordans till Bibel 82 : jämförelselista mellan 1917 års översättning och Bibel 82: parallellhänvisningar för Gamla testamentet, ISBN 91-7080-868-6, EFS förlaget